# NGC 4251
NGC 4251 (również PGC 39492 lub UGC 7338) – galaktyka soczewkowata (SB0), znajdująca się w gwiazdozbiorze Warkocza Bereniki. Odkrył ją William Herschel 11 kwietnia 1785 roku.